# Palaiologové
Palaiologové (řecky Παλαιολόγοι, singulár Παλαιολόγος – Palaiologos) nebo Palaiologovci byli řecká šlechtická rodina, jejíž příslušníci nastolili poslední dynastii na byzantském trůně. Po čtvrté křížové výpravě unikli členové rodiny do Nikájského císařství, kde se Michael VIII. Palaiologos stal roku 1259 spolucísařem a získal zpět Konstantinopol o dva roky později. Jeho potomci vládli v Byzanci až do 29. května 1453, kdy Konstantinopol padla do rukou osmanských Turků, čímž se stali nejdéle vládnoucí dynastií v byzantské historii.

## Seznam panovníků palaiologovské dynastie

Znaky vládnoucích Palaiologů:
Palaiologovští císaři Byzance
Markrabě (markýz) z Montferratu

Císaři Byzance:
- Michael VIII.
- Andronikos II., syn Michaela VIII.
- Michael IX., spolucísař, syn Andronika II.
- Andronikos III., syn Michaela IX.
- Jan V., syn Andronika III. (boje o moc s Janem VI. Kantakuzenosem, příbuzným Palaiologů)
- Andronikos IV., nejstarší syn Jana V.
- Jan VII., syn Andronika IV.
- Andronikos V., spolucísař, syn Jana VII.
- Manuel II., nejstarší syn Jana V.
- Jan VIII., nejstarší syn Manuela II.
- Konstantin XI., mladší syn Manuela II.

Despotové Moreje:
- Theodoros I. (1383–1407)
- Theodoros II. (1407–1443)

Pečeť morejského despoty Demetria II.

- Konstantin XI. Dragases (1428–1449); od roku 1449 poslední byzantský císař
- Demetrios II. (1428–1460); od roku 1453 titulární byzantský císař, zemřel 1470
- Tomáš (1449-1460); po pádu Morejského despotátu (1460) uznáván západními autoritami byzantským císařem

Markrabata (markýzové) Montferratu:
- Theodor I. 1305–1338
- Jan I., pán Asti 1338–1372
- Odo II. 1372–1378
- Jan II. 1378–1381
- Theodor II., 1409 – 1413 pán Janova 1381–1418
- Jan Jakub 1418–1445
- Jan III. 1445–1464
- Vilém I. 1464–1483
- Bonifác I. 1483–1494
- Vilém II. 1494–1518
- Bonifác II. 1518–1530
- Vilém Jiří 1530–1533

1533–1536 (španělská okupace)
- 1536 – 1566 Markéta, provdána za vévodu z Mantovy

## Symbolika

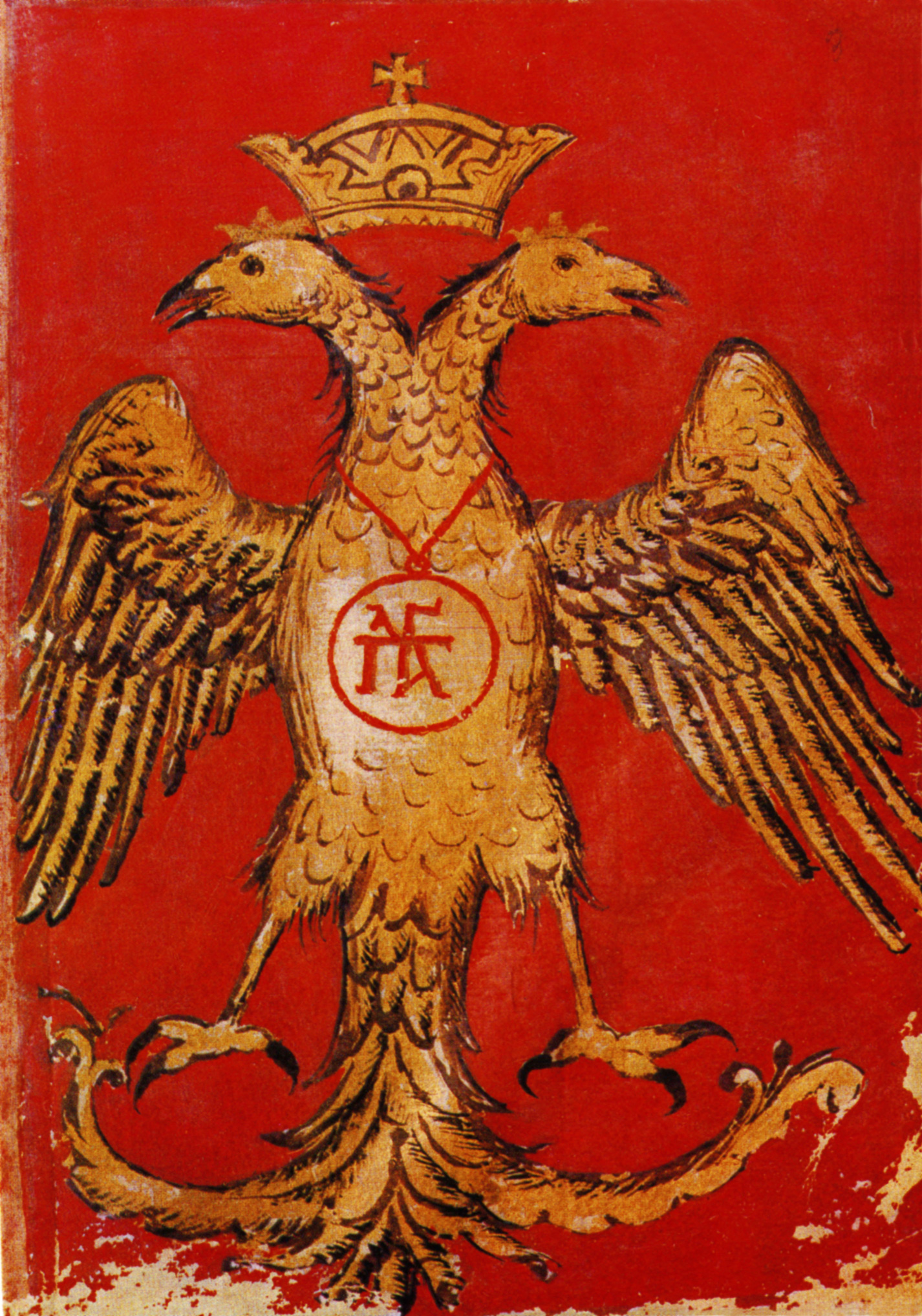
Původní miniatura orla Palaiologů
Byzantská vlajka Palaiologů podle Katalánského atlasu z roku 1375
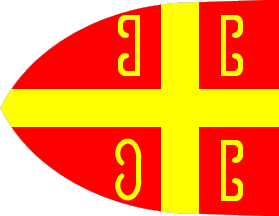
Byzantská vlajka Palaiologů podle kastilské Knihy všech království ze 14. století.
Vlajka s císařským znakem Palaiologů podle rukopisu Harley 6163 z 15. století